# ピアノソナタ (ベルク)
『ピアノ・ソナタ』（ドイツ語: Sonate für Klavier）作品1は、アルバン・ベルクが作品番号付きで生前に発表した唯一のピアノ曲である。ベルクのピアノ曲は、他には『自作主題による変奏曲』（1908年）など数曲の小品と複数のピアノ・ソナタの断章が残っているだけであり、これらは恩師アルノルト・シェーンベルクに師事していた時の習作である。後年に十二音技法を採用して以降、ピアノ曲は残していない。
シェーンベルクの元でのいわば卒業制作として、1907年から1908年にかけて作曲された。ベルクは、2楽章以降を書き足すべきかを悩んでいたが、結局シェーンベルクの助言により1楽章のみで出版することにした。出版は1911年に実現した。その後、1920年と1925年に改訂されている。
初演は1911年4月24日、ウィーンにおいてエッダ・ヴェルンドルフにより行われたが、当時としては以下のように革新的な書法だったことから、聴衆が暴動を起こしたといわれる。この時、弦楽四重奏曲作品3も同時に初演された。

## 構成
速度指定は「適度に、活発に」(ドイツ語: mäßig bewegt)、4分の3拍子。

単一楽章のピアノ・ソナタで、ロ短調を主調とするが、四度音程の堆積からなる和音、半音階技法、全音音階の頻繁な多用によって、調性感は安定しない。伝統的なソナタ形式の枠組みに従い、呈示部、展開部、再現部の三部分から成り立っている反面、ブラームス流およびシェーンベルク流の「発展的変奏の原理」に依拠することで、冒頭の単一の楽想からすべての部分を派生させ、作品の統一感を確保している。
演奏時間は約10分。